# Nachal Luzit
Nachal Luzit (hebrejsky: נחל לוזית) je vádí v pahorkatině Šefela v Izraeli.
Začíná v nadmořské výšce přes 200 metrů východně od vesnice Bejt Nir, v řídce zalidněné turisticky využívané krajině. Směřuje pak k severu mírně zvlněnou krajinou, přičemž ze západu míjí vesnici Luzit. Stáčí se k severozápadu, z jihu přijímá vádí Nachal Ba'alan. Na okraji Národního parku Tel Cafit u pahorku Tel Cafit ústí zleva do toku Nachal ha-Ela.